# C++设计新思维
《C++设计新思维》（Modern C++ Design: Generic Programming and Design Patterns Applied）是安德烈·亞歷山德雷斯庫編寫的的一本有關C++的書籍，由艾迪生韦斯利于2001年出版。斯科特·迈耶斯認為該本書是“最重要的C++书籍之一”。自2001年以来，该书已重新出版并翻译成多种语言。